# ديوي لويس
ديوي لويس (بالإنجليزية: Dewi Lewis)‏ هو أمين فني بريطاني، ولد في 10 مارس 1951.